# Daniel Bernoulli
Daniel Bernoulli   (Groningen, 8 de febrer de 1700 - Basilea, 17 de març de 1782) va ser un matemàtic suís, tot i que nascut als Països Baixos, que va passar la major part de la seva vida a Basilea, Suïssa. Va treballar amb Leonhard Euler en les equacions que porten els seus noms. El Principi de Bernoulli és una de les bases de la hidrodinàmica. S'aplica a fluids incompressibles, regulars i no viscosos al llarg d'una línia de flux.

## Vida
Fill de Johann Bernoulli, nebot de Jakob Bernoulli, germà menor de Nicolaus Bernoulli II i germà major de Johann Bernoulli II, Daniel Bernoulli va ser de lluny el més capaç dels joves Bernoulli. Va mantenir una dolenta relació amb son pare. Una vegada que van presentar-se alhora a un concurs científic de la Universitat de París, Johann, incapaç de suportar la vergonya de ser comparat amb el seu fill, va despatxar aquest de casa. Johann Bernoulli també va tractar de plagiar el tractat Hydrodynamica de Daniel, rebatejant-lo com Hydraulica. Malgrat els intents de reconciliació de Daniel, el pare es va mostrar ressentit fins a la mort.
Quan Daniel tenia cinc anys, va nàixer el seu germà menor, Johann Bernoulli II.
Son pare, que creia que les matemàtiques no eren un mitjà segur per a guanyar-se la vida, volia que el jove Bernoulli es preparés per als negocis, malgrat la passió d'aquest per la matemàtica. Daniel, a desgrat, va complir el desig de son pare, i va estudiar administració. Després son pare li va demanar que estudiara medicina, i Daniel ho va acceptar, amb la condició que alhora son pare li ensenyes matemàtiques.
Va ser amic íntim d'Euler. Va viatjar a Sant Petersburg l'any 1724 com a professor de matemàtiques, però no s'hi trobava a gust, i una malaltia temporal, l'any 1733 va ser l'excusa perfecta per a anar-se'n. Va tornar a la Universitat de Basilea, on successivament va ocupar les càtedres de medicina, metafísica i filosofia natural fins a la seua mort.
El maig de 1750 va ser elegit membre de la Royal Society.

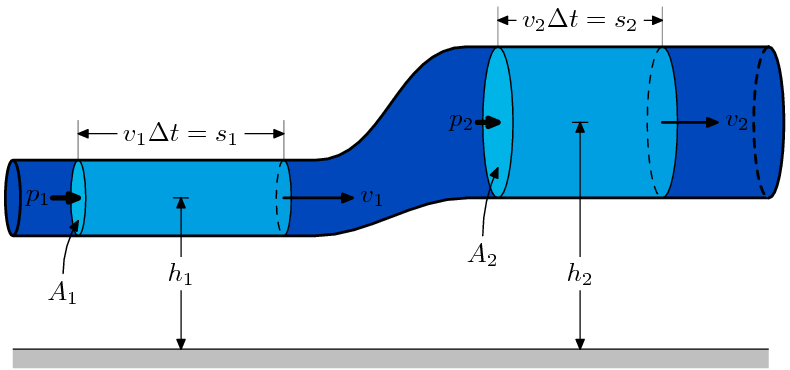
Esquema del Principi de Bernoulli.

## Obra
La seva primera obra matemàtica va ser Exercitationes (Exercicis), publicada l'any 1724. Dos anys després va resoldre el problema de descompondre un moviment compost en moviments de translació i rotació.

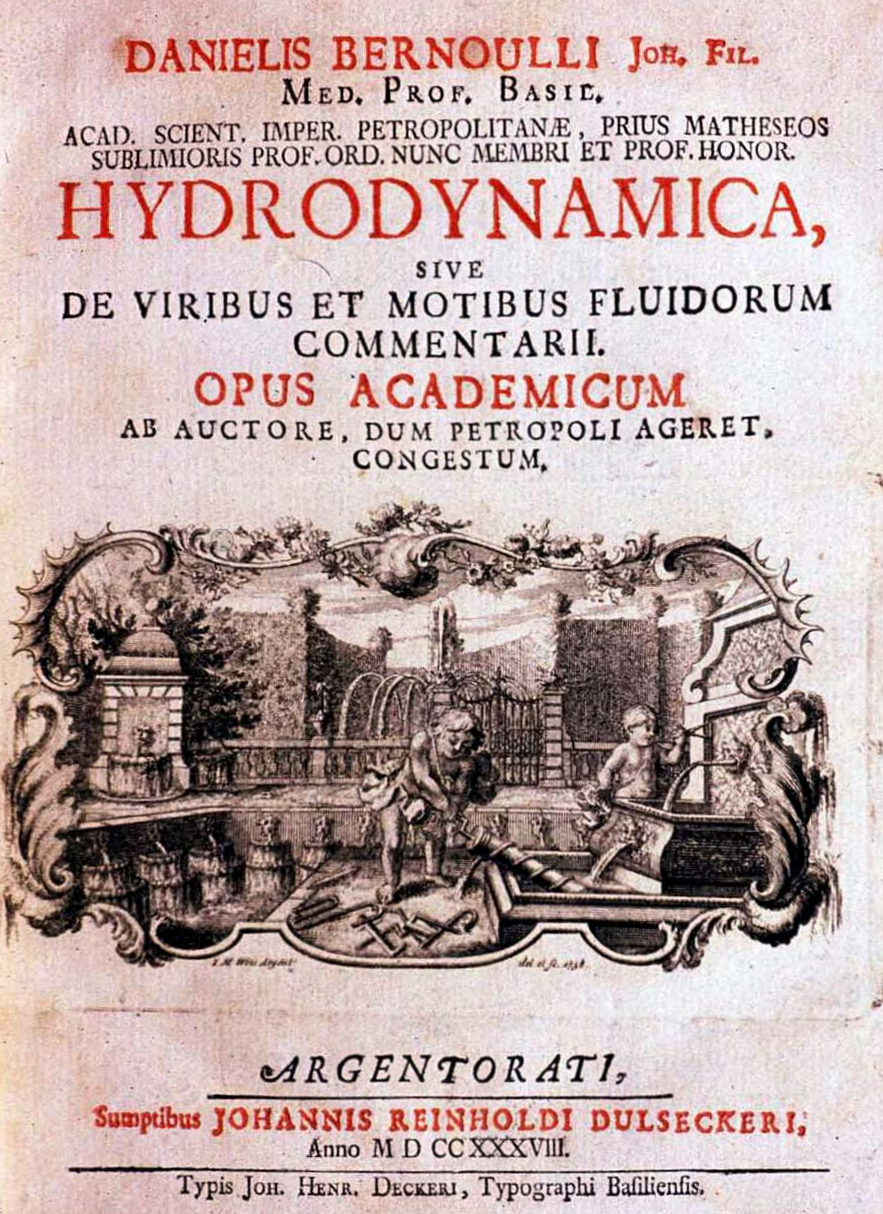
Portada de la primera edició de la Hydrodynamica (1738).

La seva obra mestra és Hydrodynamica (Hidrodinàmica), publicada l'any 1738; s'assembla a la Méchanique Analytique de Lagrange en la manera en què tots els resultats són conseqüència d'un únic principi, en aquest cas el de la conservació de l'energia. En aquesta obra explicita per primera vegada la  seva llei de la dinàmica de fluids, afirmant que l'energia total continguda en un fluid en moviment ( les energies gravitacional, cinètica i estàtica) roman constant.
A aquesta obra va seguir una memòria sobre la teoria de les marees, que, junt amb treballs d'Euler i Colin Maclaurin, va rebre un premi de l'Acadèmia Francesa de les Ciències.
Aquests tres treballs contenen tot el que se sabia sobre la matèria entre la publicació de Philosophiae Naturalis Principia Mathematica d'Isaac Newton i les investigacions de Laplace. Bernoulli també va escriure un gran nombre d'articles sobre diverses qüestions de mecànica, especialment sobre problemes connectats a cordes vibrants, i les solucions donades per Brook Taylor i d'Alembert.
Va ser el primer autor a intentar formular una teoria cinètica dels gasos, i va aplicar la idea per a explicar la llei associada als noms de Robert Boyle i Edme Mariotte.
També va escriure Specimen theoriae novae de mensura sortis (Exposició d'una nova teoria de mesura del risc. 1738), en la qual la Paradoxa de Sant Petersburg era la base per a una teoria economètrica de l'aversió al risc, la prima de risc i la utilitat.

## Economia i estadística
Al seu llibre de 1738 Specimen theoriae novae de mensura sortis (Exposition of a New Theory on the Measurement of Risk), Bernoulli va oferir una solució a la Paradoxa de St. Petersburg com a base de la teoria econòmica d'aversió al risc, prima de risc i utilitat. Bernoulli sovint es va adonar que a l'hora de prendre decisions que comportaven certa incertesa, la gent no sempre intentava maximitzar el seu possible guany monetari, sinó que intenta maximitzar la utilitat, un terme econòmic que englobava la seva satisfacció i benefici personal, el que ell va anomenar expectativa moral. Bernoulli es va adonar que per als humans hi ha una relació directa entre els diners guanyats i la utilitat, però que disminueix a mesura que augmenten els diners guanyats. Per exemple, a una persona que tingui un ingrés de 10.000 dòlars anuals, un ingrés addicional de 100 dòlars proporcionarà més utilitat que una persona que tingui un ingrés de 50.000 dòlars a l’any.
Un dels primers intents d’anàlisi d’un problema estadístic de sanitat pública, que implicava l'anàlisi de dades molt detallades, va ser l'anàlisi de Bernoulli (1766) de la morbiditat causada per la verola, amb la finalitat de demostrar l'eficàcia de inoculació i pressionar les polítiques sanitàries en favor d'aquesta opció.

## Treball matemàtic

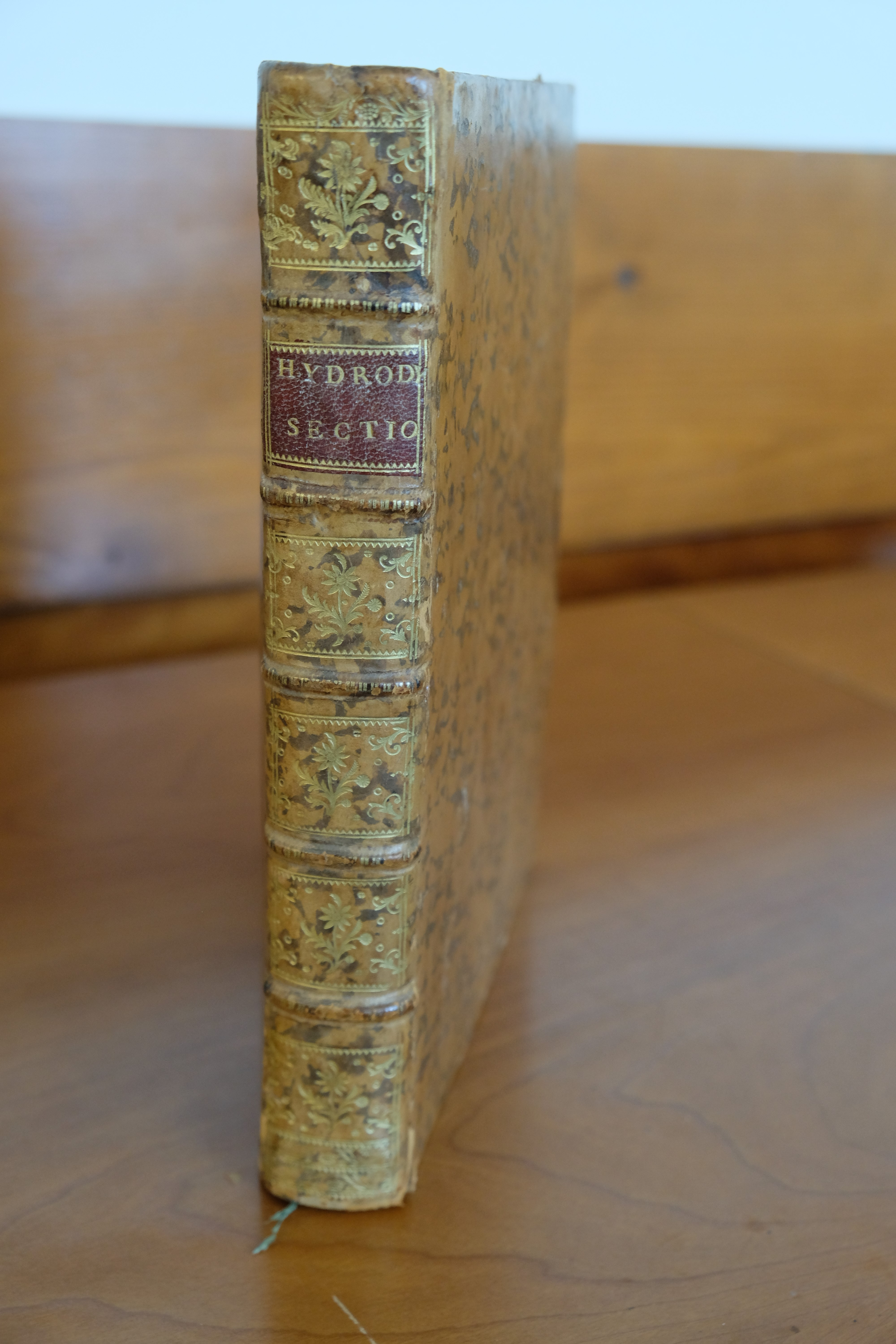
Una còpia de 1738 de la Hydrodynamica de Bernoulli
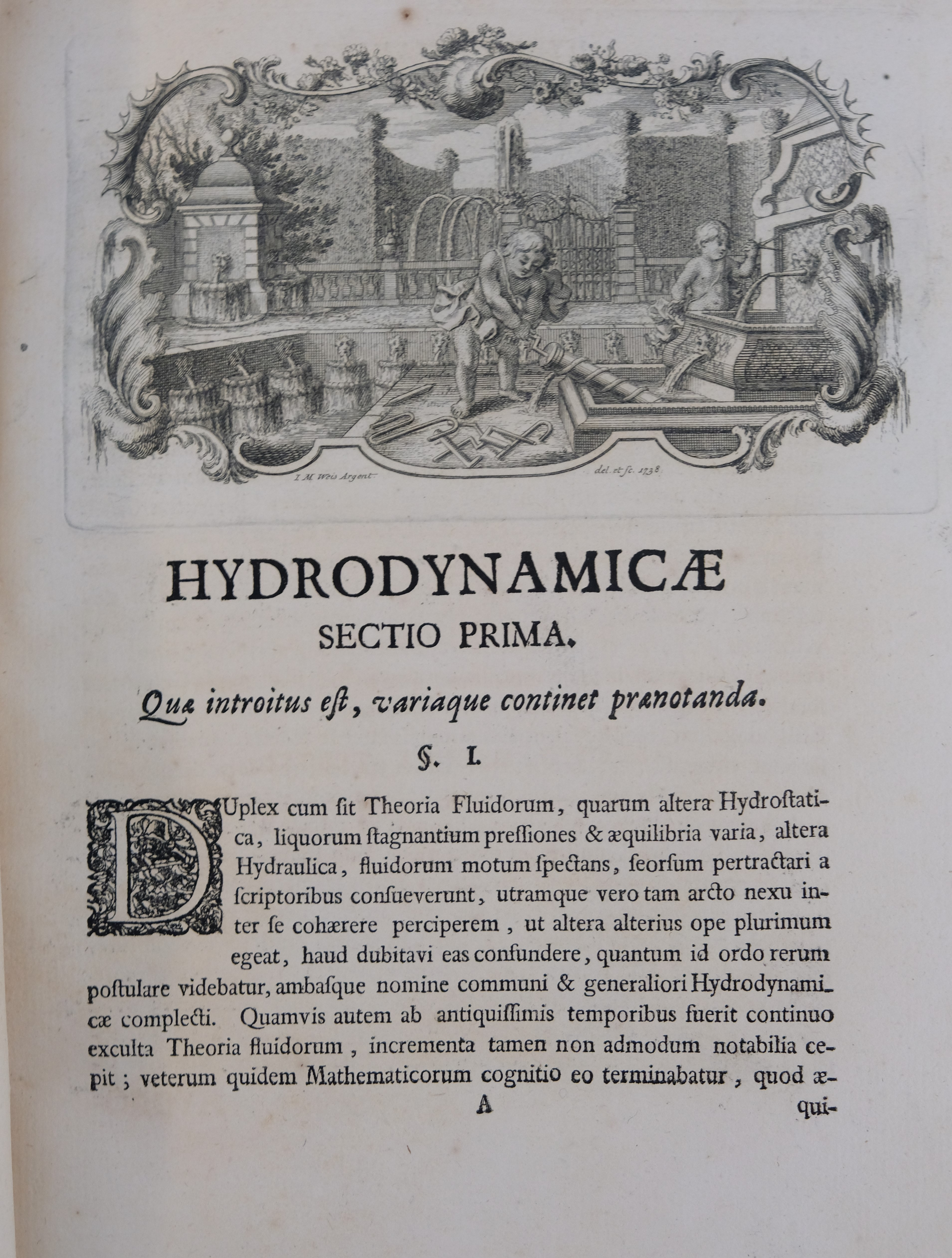
Primera pàgina de la primera secció d'una còpia de 1738 d’Hydrodynamica

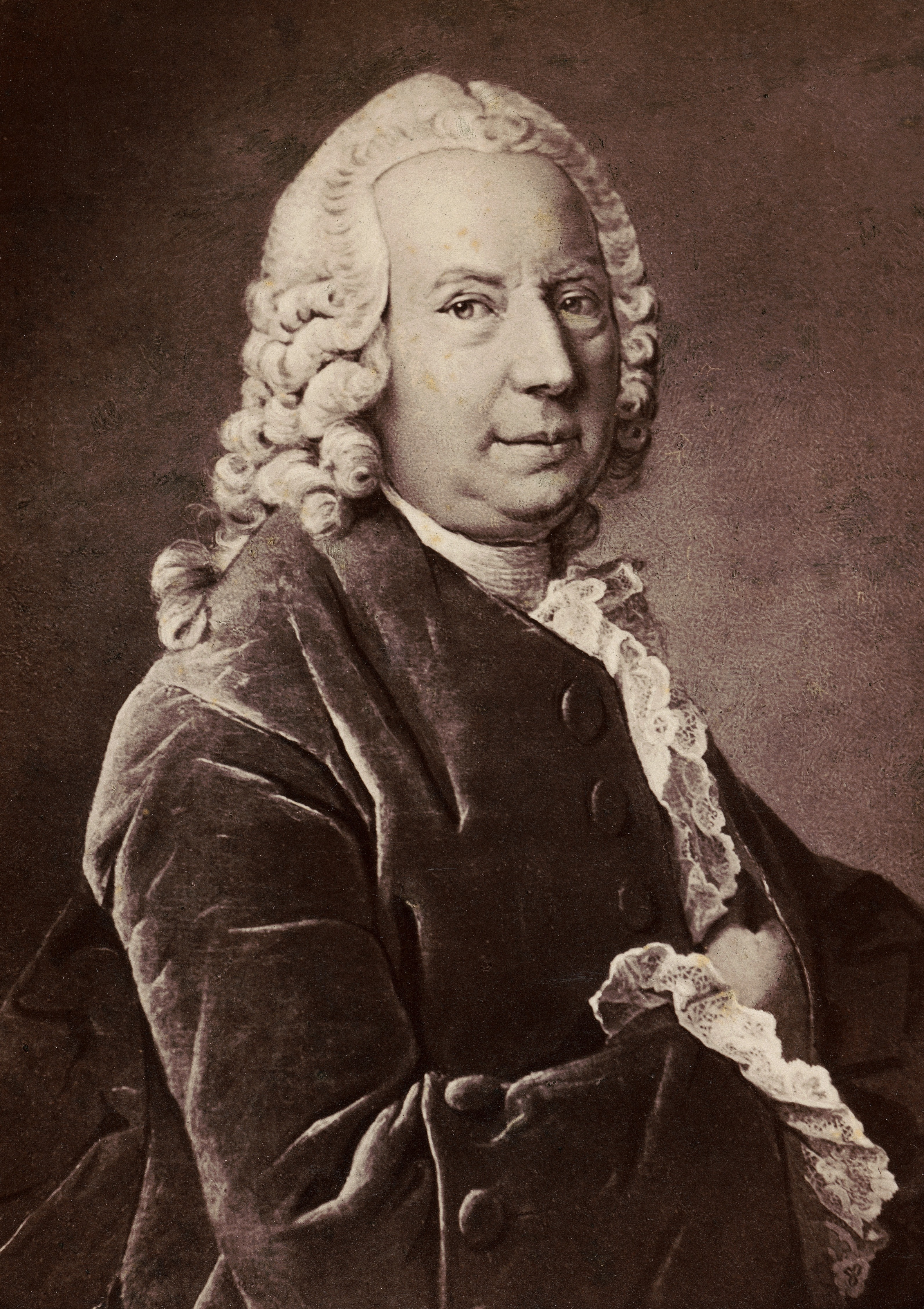
Daniel Bernoulli

El seu primer treball matemàtic va ser el Exercitationes (exercicis matemàtics), publicat el 1724 amb l'ajuda de Goldbach. Dos anys més tard va assenyalar per primera vegada la conveniència freqüent de resoldre un moviment compost en moviments de translació i moviment de rotació. La seva obra principal és Hydrodynamica, publicada el 1738. S'assembla a la Mécanique analytique de Joseph Louis Lagrange en ser organitzada de manera que tots els resultats són conseqüències d'un principi únic, és a dir, la conservació de l'energia. Seguidament va tenir una memòria sobre la teoria de les marees, a la qual, juntament amb les memòries d'Euler i Colin Maclaurin, es va atorgar un premi per l'Acadèmia Francesa: aquestes tres memòries contenen tot el que es va fer sobre aquest tema entre la publicació de Philosophiae Naturalis Principia Mathematica d’Isaac Newton i les investigacions de Pierre-Simon Laplace. Bernoulli també va escriure un gran nombre d'articles sobre diverses qüestions mecàniques, especialment sobre problemes relacionats amb les cordes vibrants, i les solucions donades per Brook Taylor i per Jean le Rond d'Alembert.

## Física
A Hydrodynamica (1738) va establir les bases de la teoria cinètica dels gasos, i va aplicar la idea per explicar la llei de Boyle.
Va treballar amb Euler en elasticitat i el desenvolupament de l'equació del feix d'Euler-Bernoulli. El principi de Bernoulli és d'ús crític en aerodinàmica.
Segons Léon Brillouin, el principi de superposició va ser enunciat per primera vegada per Daniel Bernoulli l'any 1753: El moviment general d'un sistema vibrant ve donat per una superposició de les seves vibracions pròpies.

## Llegat
El 2002, Bernoulli va ser inclòs al Saló de la fama internacional de l'aire i l'espai al Museu de l'Aire i de l'Espai de San Diego.